# Château Manfrino
Le château Manfrino est un château situé dans la commune de Valle Castellana, province de Teramo, dans les Abruzzes.